# Número de enlaces

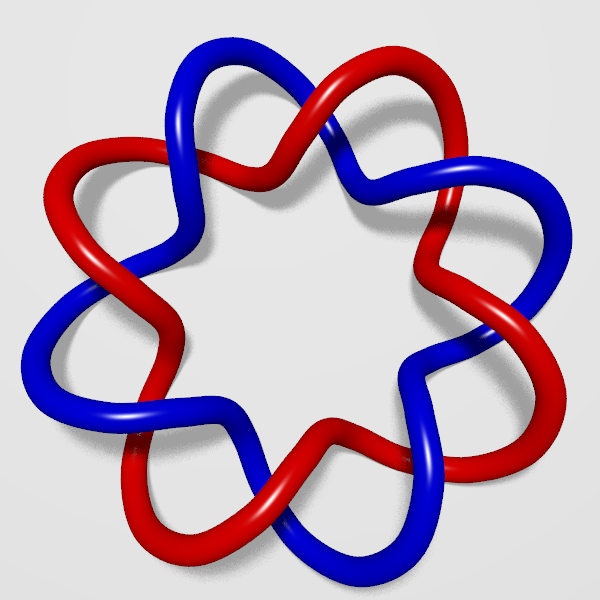
As duas curvas deste (2,4)-enlace de toros possuem um número de enlace igual a quatro.

Em matemática, o número de enlaces é um invariante numérico que descreve o enlace de duas curvas fechadas no espaço tridimensional. Intuitivamente, o número de enlaces representa o número de vezes que cada curva se envolve em torno da outra. O número de enlaces é sempre um inteiro, e pode ser positivo ou negativo dependendo da orientação das duas curvas.
O número de enlaces foi introduzido por Gauss na forma de um enlace integral. Ele é um objeto de estudo importante na na teoria dos nós, topologia algébrica e na geometria diferencial, tendo numerosas aplicações em matemática e ciência, incluindo a mecânica quântica, eletromagnetismo e o estudo de superenrolamento de ADN.

## Definição
Quaisquer duas curvas fechadas em um espaço podem ser movidas para uma das seguintes posições padrão. Isso determina o número de enlaces:
| {\displaystyle \cdots } |                      |                      |                     |                     |                         |
|                         | Número de enlaces -2 | número de enlaces -1 | número de enlaces 0 |                     |                         |
|                         |                      |                      |                     |                     | {\displaystyle \cdots } |
|                         |                      | número de enlaces 1  | número de enlaces 2 | número de enlaces 3 |                         |

Cada curva pode passar sobre si mesma durante essa movimentação, mas elas devem permanecer separadas do começo ao fim. Isso é formalizado coma a homotopia regular, que exige ainda que cada curva seja uma imersão (não apenas uma aplicação). No entanto, essa condição extra não altera a definição do número de enlaces (não faz diferença se é exigido ou não que as curvas sempre sejam imersões), o que exemplifica um princípio de homotopia, significando que a geometria se reduz à topologia.

## Cálculo do número de enlaces

Com seis cruzamentos positivos e dois negativos, o número de enlaces destas curvas é dois.

Existe um algoritmo para calcular o número de enlaces de duas curvas a partir de um diagrama de enlaces. Nomeie cada cruzamento como positivo ou negativo, de acordo com a seguinte regra:
O número total de cruzamentos positivos menos o número total de cruzamentos negativos é igual ao dobro do número de enlaces. Em outros termos:
{\displaystyle {\mbox{número de enlaces}}={\frac {n_{1}+n_{2}-n_{3}-n_{4}}{2}}}
em que n1, n2, n3, n4 representam o número de cruzamentos de cada um dos uatro tipos. As duas somas {\displaystyle n_{1}+n_{3}\,\!} e {\displaystyle n_{2}+n_{4}\,\!} são sempre iguais,  donde segue a seguinte fórmula alternativa
{\displaystyle {\mbox{número de enlaces}}\,=\,n_{1}-n_{4}\,=\,n_{2}-n_{3}.}
Note que {\displaystyle n_{1}-n_{4}} envolve apenas os cruzamentos da curva azul por baixo da vermelha, enquanto que {\displaystyle n_{2}-n_{3}} envolve apenas os cruzamentos por cima.